# Журавець темний
{{#ifeq:0|0|{{#if:|{{#if:Geraniumphaeum|[[]}}|}}}}
Журавець темний або герань темна (Geranium phaeum) — вид трав'янистих рослин родини геранієві (Geraniaceae), поширений у центральній і південній Європі. Етимологія: дав.-гр. φαιοϛ — «темний».

## Опис
Багаторічна рослина 20–70 см заввишки. Стулки плодів поперечно-зморшкуваті, внизу довговолосисті, їхні носики коротко запушені. Пелюстки 11–12 мм довжиною, темно-фіолетові, на краю хвилясті, колесовидо відігнуті або відхилені донизу. Тичинкові нитки біля основи вкриті довгими волосками. Квітконоси, квітконіжки й чашолистки негусто вкриті довгими й досить м'яко відстовбурченими волосками.

## Поширення
Європа: Австрія, Чехія, Німеччина, Угорщина, Польща, Словаччина, Швейцарія, Білорусь, Україна (вкл. Крим), Албанія, Болгарія, колишня Югославія, Італія (Румунія), Румунія, Франція, Іспанія; введений: Ірландія, Велика Британія, Бельгія, Люксембург, Нідерланди, Данія, Швеція, Фінляндія. Також культивується.
В Україні зростає в широколистяних світлих лісах, на узліссях, серед чагарників — на Правобережжі, в Карпатах і західному Лісостепу, звичайно; в інших районах, зрідка. Входить у переліки видів, які перебувають під загрозою зникнення на територіях Житомирської, Київської, Рівненської областей.

## Галерея

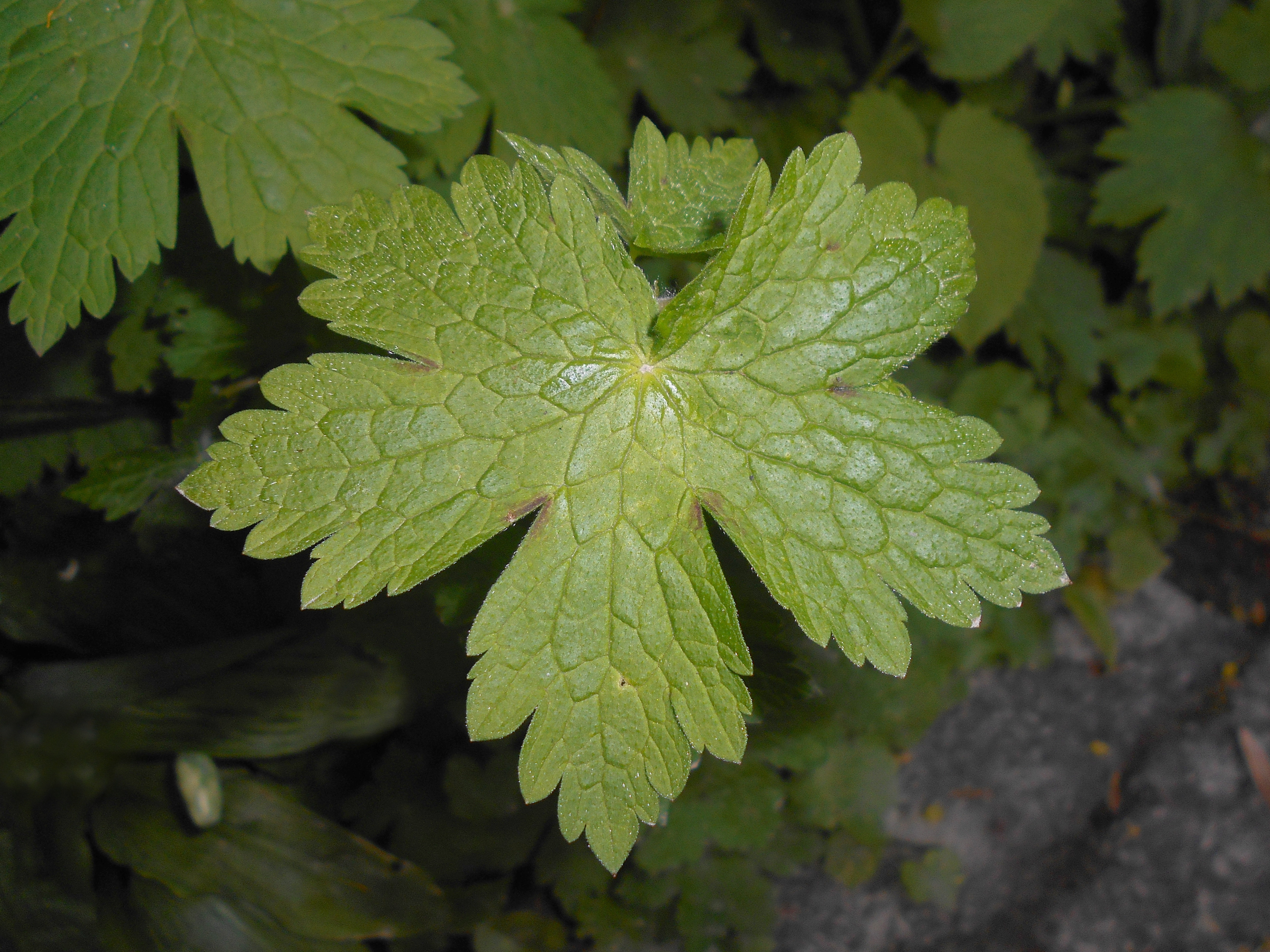
листя
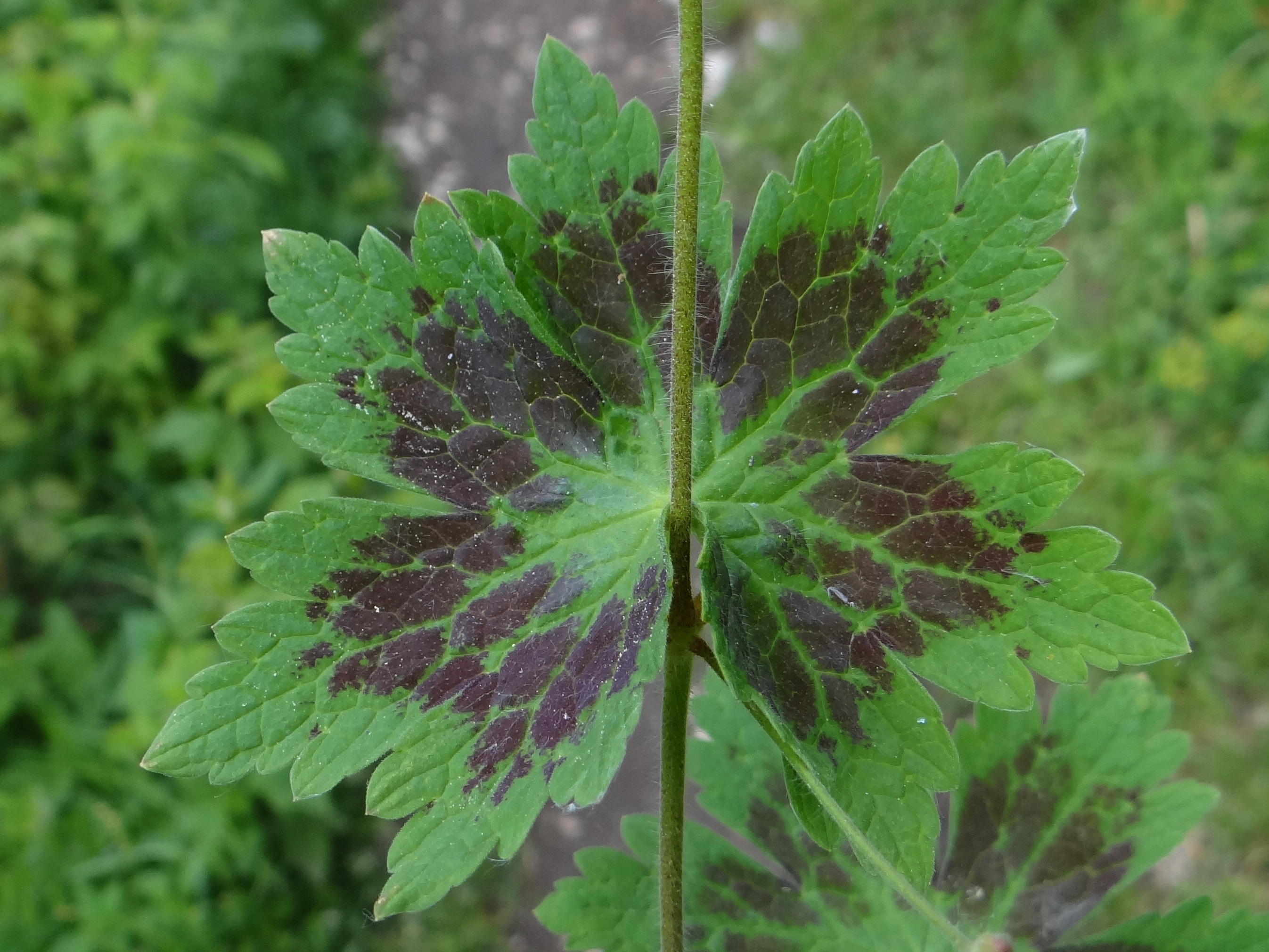
листя
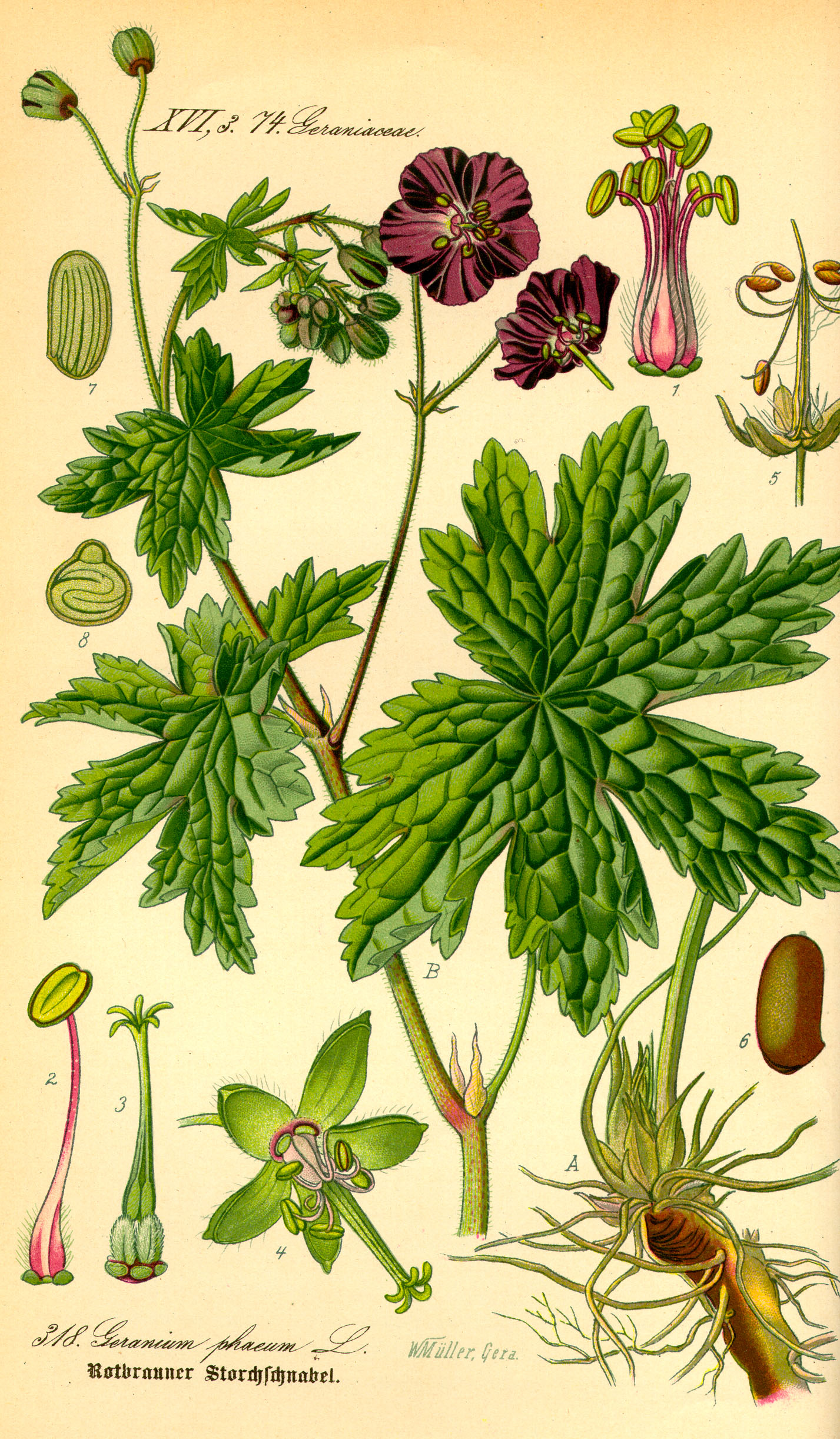
ілюстрація